# حكومة رامي الحمد الله الثانية
حكومة رامي الحمد الله الثانية هي الحكومة الفلسطينية السادسة عشر، كانت برئاسة رامي الحمد الله، واستمرت منذ 19 سبتمبر 2013 وحتى 2 يونيو 2014.

## تشكيلة الحكومة
كُلف رامي الحمد الله بتشكيل الحكومة الجديدة في 13 أغسطس 2013 بواسطة الرئيس الفلسطيني محمود عباس. وأدت حكومة رامي الحمد الله الثانية اليمين القانونية في 19 سبتمبر 2013 وباشرت عملها. كانت تشكيلة الحكومة على النحو الآتي:
| ت  | الحقيبة الوزارية                      | الاسم                                                |
| -- | ------------------------------------- | ---------------------------------------------------- |
| 1  | رئيس الوزراء                          | رامي وليد كامل حمد الله                              |
| 2  | نائب رئيس الوزراء                     | زياد محمود حسين أبو عمرو                             |
| 3  | نائب رئيس الوزراء للشؤون الاقتصادية   | محمد عبد الله محمد مصطفى                             |
| 4  | وزير الشؤون الخارجية                  | رياض نجيب عبد الرحمن المالكي                         |
| 5  | وزير الداخلية                         | سعيد عبد الرحمن أحمد أبو علي                         |
| 6  | وزير المالية                          | شُكري أسعد شكري بشارة                                 |
| 7  | وزير العدل                            | علي جميل مصطفى مهنا                                  |
| 8  | وزير العمل                            | أحمد عبد السلام حسن مجدلاني                          |
| 9  | وزير التربية والتعليم والتعليم العالي | علي زيدان محمود أبو زهري                             |
| 10 | وزير الشؤون الاجتماعية                | كمال العبد الشرافي                                   |
| 11 | وزير الأوقاف والشؤون الدينية          | محمود صدقي عبد الرحمن الهباش                         |
| 12 | وزير الشؤون المرأة                    | ربيحة ذياب حسين حمدان                                |
| 13 | وزير الشؤون الأسرى والمحررين          | عيسى أحمد عبد الحميد قراقع                           |
| 14 | وزير الأشغال العامة والإسكان          | ماهر محمد راتب غنيم                                  |
| 15 | وزير الشؤون القدس                     | عدنان غالب جواد الحسيني                              |
| 16 | وزير الاقتصاد الوطني                  | جواد ناجي عوض حرز الله                               |
| 17 | وزير السياحة والآثار                  | رولا نبيل جبران معايعة                               |
| 18 | وزير الاتصالات وتكنولوجيا المعلومات   | صفاء علي طه ناصر الدين                               |
| 19 | وزير الزراعة                          | وليد محمود محمد عساف                                 |
| 20 | وزير الصحة                            | جواد محمد قطيش عواد                                  |
| 21 | وزير الحكم المحلي                     | سائد راجي أحمد الكوني                                |
| 22 | وزير النقل والمواصلات                 | نبيل محمد عوض ضميدي                                  |
| 23 | وزير دولة لشؤون التخطيط               | محمد عوني محمد أبو رمضان                             |
| 24 | وزير الثقافة                          | أنور جمال عبد المحسن أبو عيشة                        |
|    | أمين عام مجلس الوزراء                 | فواز محمد عبد الرحمن عقل علي محمود عبد الله أبو دياك |

## وصلات خارجية
- الموقع الرسمي للحكومة الفلسطينية نسخة محفوظة 11 نوفمبر 2014 على موقع واي باك مشين.